# Список шняв Российского императорского флота

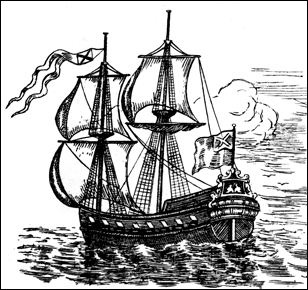
Питер Пикарт. Шнява «Мункер» на офорте «Боевые порядки русского флота на пути к Выборгу в мае 1710 года», 1711 год

В список включены все парусные шнявы, состоявшие на вооружении Российского императорского флота на протяжении всей его истории.
Шнявы представляли собой быстроходные и маневренные двух- или трёхмачтовые суда. Несли прямое парусное вооружение, из-за чего иногда именовались «малыми фрегатами», а также были оснащены вёслами — для движения в шхерах или во время штиля. В европейских странах были распространены в XVII и XVIII веках. В составе российского флота суда данного типа появились в начале XVIII века. Во время Северной войны шнявы хорошо зарекомендовали себя в качестве универсальных военных судов. Использовались для ведения разведки, прикрытия на морских переходах гребных флотилий, охраны транспортных судов, участия в крейсерских операциях, захвата каперов и транспортных судов неприятеля. Во время начавшегося после смерти Петра I постепенного упадка флота строительство шняв было прекращено. А в конце XVIII века, после появления в составе флота бригов, заменивших по своему назначению шнявы, необходимость в их постройке отпала.

## Легенда
Список судов разбит на разделы по флотам и флотилиям, внутри разделов суда представлены в порядке очерёдности включения их в состав флота, в рамках одного года — по алфавиту. Ссылки на источники информации для каждой строки таблиц списка и комментариев, приведённых к соответствующим строкам, сгруппированы и располагаются в столбце Примечания.
- Наименование — имя судна.
- Количество орудий — количество артиллерийских орудий, установленных на судне. В случае, если судно в разное время было вооружено различным количеством орудий, значения указываться через знак «/», в случае отсутствия артиллерийского вооружения указан знак «—».
- Размер — длина и ширина судна в метрах.
- Осадка — осадка судна (глубина погружения в воду) в метрах.
- Верфь — верфь постройки судна.
- Корабельный мастер — фамилия мастера, построившего или руководившего постройкой судна.
- История службы — основные места и события.
- н/д — нет данных.

Сортировка может проводиться по любому из выбранных столбцов таблиц, кроме столбцов История службы и Примечания.

## Шнявы Балтийского флота
В разделе приведены все шнявы, входившие в состав Балтийского флота России.
| Название      | Ор.   | Размер | Осадка | Эк. | Верфь | Мастер | Вх. | Вых. | История службы | Прим.                              |
| ------------- | ----- | --- | --- | --- | --- | --- | --- | --- | --- | ---------------------------------- |
| Астрильд      | 8     | Сведений о размерах, осадке и численности экипажа шнявы не сохранилось.                                                           | Сведений о размерах, осадке и численности экипажа шнявы не сохранилось.                                                           | Сведений о размерах, осадке и численности экипажа шнявы не сохранилось.                                                           | Захвачена в устье Невы | Захвачена в устье Невы | 1703 | 1737 | Взятая в плен шведская шнява. Во время Северной войны 1700—1721 входила в состав Балтийского флота, но в боевых действиях участия не принимала. После войны до 1737 года хранилась в Кронверке «для памяти». | [ 2 ] [ 3 ] [ 4 ]                  |
| Мункер        | 14    | 22 х 5,6 | 2,4 | 70 | Олонецкая верфь | П. Михайлов, И. Немцов | 1704 | 1732 | Принимала участие в Северной войне 1700—1721 годов. Использовалась для защиты острова Котлин и форта Кроншлот, крейсерских плаваний, сопровождения транспортных судов и в качестве госпитального судна. Принимала участие в отражении атак шведского флота и преследовании судов противника. На шняве периодически держал свой флаг Пётр I. | [ 5 ] [ 6 ] [ 7 ] [ 8 ]            |
| Сант-Яким     | 14    | 22 х 5,6 | 2,4 | 70 | Олонецкая верфь | Я. Руловс | 1704 | 1710 | Принимала участие в Северной войне 1700—1721 годов. Использовалась для защиты острова Котлин и форта Кроншлот, крейсерских плаваний, разведки и сопровождения транспортных судов. Принимала участие в отражении атак шведского флота. | [ 7 ] [ 9 ] [ 10 ]                 |
| Дегас         | 14    | 22 х 5,6 | 2,4 | 70 | Олонецкая верфь | Я. Фанасон, Г. Мейбоу, Я. Руловс                                                                                                  | 1704 | 1710 | Принимала участие в Северной войне 1700—1721 годов. Использовалась для защиты острова Котлин и форта Кроншлот, крейсерских плаваний, разведки и сопровождения транспортных судов. Принимала участие в отражении атак шведского флота и спасении застрявших во льдах транспортных судов.                                                     | [ 7 ] [ 11 ] [ 12 ]                |
| Копорье       | 14    | 22 х 5,6 | 2,4 | 70 | Олонецкая верфь | В. Шленграф | 1704 | 1710 | Принимала участие в Северной войне 1700—1721 годов. Использовалась для защиты острова Котлин и форта Кроншлот, крейсерских плаваний и сопровождения транспортных судов. Принимала участие в отражении атак шведского флота. | [ 7 ] [ 11 ] [ 12 ] [ 13 ]         |
| Ямбург        | 14    | 22 х 5,6 | 2,4 | 70 | Олонецкая верфь | В. Шленграф | 1704 | 1710 | Принимала участие в Северной войне 1700—1721 годов. Использовалась для защиты острова Котлин и форта Кроншлот, крейсерских плаваний и сопровождения транспортных судов. Принимала участие в отражении атак шведского флота. | [ 7 ] [ 11 ] [ 12 ] [ 13 ]         |
| Лукс          | 14/18 | 22 х 5,6 | 2,4 | 70 | Олонецкая верфь | В. Шленграф, И. Томас | 1705 | 1710 | Принимала участие в Северной войне 1700—1721 годов. Использовалась защиты острова Котлин и форта Кроншлот и для крейсерских плаваний в Финском заливе. | [ 7 ] [ 11 ] [ 14 ] [ 15 ]         |
| Фалк          | 14/18 | 22 х 5,6 | 2,4 | 70 | Олонецкая верфь | П. Корнилисен, Я. Старн | 1705 | 1709 | Принимала участие в Северной войне 1700—1721 годов. Использовалась для защиты острова Котлин и форта Кроншлот, крейсерских плаваний и доставки почтовых сообщений. Захвачена шведской эскадрой. | [ 7 ] [ 16 ] [ 17 ]                |
| Снук          | 14/18 | 22 х 5,6 | 2,4 | 70 | Олонецкая верфь | В. Шленграф | 1705 | 1710 | Принимала участие в Северной войне 1700—1721 годов. Использовалась для защиты острова Котлин и форта Кроншлот и крейсерских плаваний в Финском заливе. | [ 7 ] [ 18 ] [ 17 ] [ 13 ]         |
| Феникс        | 14/18 | 22 х 5,6 | 2,4 | 70 | Олонецкая верфь | П. Бас | 1705 | 1710 | Принимала участие в Северной войне 1700—1721 годов. Использовалась для защиты острова Котлин и форта Кроншлот, крейсерских плаваний, разведки и сопровождения транспортных судов. Принимала участие в спасении застрявших во льдах транспортных судов.                                                                                      | [ 7 ] [ 18 ] [ 17 ]                |
| Роза          | 14/18 | 22 х 5,6 | 2,4 | 70 | Олонецкая верфь | М. Корнилисен | 1705 | 1710 | Принимала участие в Северной войне 1700—1721 годов. Использовалась для защиты острова Котлин и форта Кроншлот, крейсерских плаваний и сопровождения транспортных судов. | [ 7 ] [ 19 ] [ 17 ]                |
| Адлер         | —     | 19,8 x 5,2 | Сведений об осадке и численности экипажа шнявы не сохранилось.                                                                    | Сведений об осадке и численности экипажа шнявы не сохранилось.                                                                    | верфь в Селицком рядке | В. Шленграф | 1705 | 1711 | Принимала участие в Северной войне 1700—1721 годов. Использовалась для защиты острова Котлин и форта Кроншлот, а также сопровождения транспортных судов. | [ 17 ] [ 20 ] [ 21 ] [ 13 ]        |
| Бевер         | —     | 19,8 x 5,2 | Сведений об осадке и численности экипажа шнявы не сохранилось.                                                                    | Сведений об осадке и численности экипажа шнявы не сохранилось.                                                                    | верфь в Селицком рядке | В. Шленграф | 1705 | 1710 | Принимала участие в Северной войне 1700—1721 годов. Использовалась для защиты острова Котлин и форта Кроншлот, а также сопровождения транспортных судов. | [ 17 ] [ 21 ] [ 22 ] [ 13 ]        |
| Лизет         | 16/18 | 23,2 x 6,7 | 3,8 | 80/100 | Санкт-Петербургское адмиралтейство                                                                                                | П. Михайлов, Ф. М. Скляев | 1708 | 1716 | Принимала участие в Северной войне 1700—1721 годов. Использовалась для крейсерских плаваний, разведки и сопровождения транспортных судов. Принимала участие в спасении застрявших во льдах транспортных судов и преследовании судов противника. Попала в шторм у берегов Дании, налетела на камни и разбилась. Экипажу удалось спастись.    | [ 21 ] [ 23 ] [ 24 ] [ 25 ] [ 26 ] |
| Диана         | 18    | 28,7 x 7,6 | 3—3,5 | 80/100 | Новоладожская верфь | Ф. С. Салтыков, Г. А. Меншиков | 1711 | 1721 | Принимала участие в Северной войне 1700—1721 годов. Использовалась для крейсерских плаваний, разведки, высадки десантов и сопровождения транспортных судов. | [ 21 ] [ 27 ] [ 28 ]               |
| Наталья       | 18    | 28,7 x 7,6 | 3—3,5 | 80/100 | Новоладожская верфь | Ф. С. Салтыков, Г. А. Меншиков | 1711 | 1721 | Принимала участие в Северной войне 1700—1721 годов. Использовалась для крейсерских плаваний, разведки, высадки десантов, сопровождения транспортных судов и доставки почты. Участвовала в Эзельском сражении и захватах шведских судов. | [ 8 ] [ 21 ] [ 29 ] [ 28 ]         |
| Рак           | 25/27 | 26,2 x 4,9 | 1,6 | 58 | Захвачена у Красной Горки | Захвачена у Красной Горки | 1712 | 1737 | Взятая в шхерах эскадрой галерного флота шаубенахта графа И. Ф. Боциса в плен шведская шнява. Принимала участие в Северной войне 1700—1721 годов, использовалась для крейсерских плаваний. После войны до 1737 года хранилась в Кронверке «для памяти».                                                                                     | [ 30 ] [ 28 ] [ 31 ] [ 32 ]        |
| Принцесса     | 18/32 | 27,1 x 7,3 | 3—3,5 | 100 | Санкт-Петербургское адмиралтейство                                                                                                | Ф. М. Скляев | 1714 | 1716 | Принимала участие в Северной войне 1700—1721 годов. Использовалась для крейсерских плаваний, разведки и высадки десантов. Разбилась в шторм у острова Рем. | [ 21 ] [ 33 ] [ 28 ] [ 34 ]        |
| Полукс        | 24/25 | Сведений о размерах и осадке шнявы не сохранилось.                                                                                | Сведений о размерах и осадке шнявы не сохранилось.                                                                                | 60 | Захвачена у Аландских островов | Захвачена у Аландских островов | 1717 | 1737 | Взятая в плен шведская шнява. Принимала участие в Северной войне 1700—1721 годов, использовалась для крейсерских плаваний. После войны до 1737 года хранилась в Кронверке «для памяти». | [ 30 ] [ 28 ] [ 35 ]               |
| Евва-Катерина | 10/14 | Сведений о размерах, осадке и численности экипажа шняв не сохранилось.                                                            | Сведений о размерах, осадке и численности экипажа шняв не сохранилось.                                                            | Сведений о размерах, осадке и численности экипажа шняв не сохранилось.                                                            | Захвачена между Стокгольмом в Кенигсбергом                                                                                        | Захвачена между Стокгольмом в Кенигсбергом                                                                                        | 1718 | н/д | Взятая в плен шведская шнява. Была захвачен фрегатом «Лансдоу» 5 (16) сентября 1718 года между Стокгольмом в Кенигсбергом. | [ 30 ] [ 28 ] [ 36 ]               |
| Евва-Элеонора | —     | Сведений о размерах, осадке и численности экипажа шняв не сохранилось.                                                            | Сведений о размерах, осадке и численности экипажа шняв не сохранилось.                                                            | Сведений о размерах, осадке и численности экипажа шняв не сохранилось.                                                            | Время и обстоятельства захвата шнявы не сохранились                                                                               | Время и обстоятельства захвата шнявы не сохранились                                                                               | Время и обстоятельства захвата шнявы не сохранились                                                                               | 1737 | Взятая в плен шведская шнява. Принимала участие в Северной войне 1700—1721 годов, использовалась для крейсерских плаваний. После войны до 1737 года хранилась в Кронверке «для памяти». | [ 30 ] [ 28 ]                      |
| Вестеншлюп    | 12    | Сведений о размерах и осадке шнявы не сохранилось.                                                                                | Сведений о размерах и осадке шнявы не сохранилось.                                                                                | 60 | Захвачена в Эзельском сражении | Захвачена в Эзельском сражении | 1719 | 1747 | Взятая в плен шведская бригантина «Бернгардус». Принимала участие в русско-шведская война 1741—1743 годов. Использовалась для практических плаваний, крейсерства, несения брандвахтенной службы и доставки корреспонденции. | [ 37 ] [ 38 ]                      |
| Крюйс         | 8     | Сведений о размерах, осадке, численности экипажа, времени и обстоятельствах захвата, а также времени службы шнявы не сохранилось. | Сведений о размерах, осадке, численности экипажа, времени и обстоятельствах захвата, а также времени службы шнявы не сохранилось. | Сведений о размерах, осадке, численности экипажа, времени и обстоятельствах захвата, а также времени службы шнявы не сохранилось. | Сведений о размерах, осадке, численности экипажа, времени и обстоятельствах захвата, а также времени службы шнявы не сохранилось. | Сведений о размерах, осадке, численности экипажа, времени и обстоятельствах захвата, а также времени службы шнявы не сохранилось. | Сведений о размерах, осадке, численности экипажа, времени и обстоятельствах захвата, а также времени службы шнявы не сохранилось. | Сведений о размерах, осадке, численности экипажа, времени и обстоятельствах захвата, а также времени службы шнявы не сохранилось. | Взятая в плен шведская шнява. Принимала участие в Северной войне 1700—1721 годов, использовалась для крейсерских плаваний. | [ 36 ] [ 39 ] [ 40 ]               |
| Фалк          | 8     | 18,3 | 5,3 | 2,4 | Сведений о времени и обстоятельствах захвата, а также времени службы шняв не сохранилось.                                         | Сведений о времени и обстоятельствах захвата, а также времени службы шняв не сохранилось.                                         | Сведений о времени и обстоятельствах захвата, а также времени службы шняв не сохранилось.                                         | Сведений о времени и обстоятельствах захвата, а также времени службы шняв не сохранилось.                                         | Взятая в плен шведская шнява. Использовалась для доставки почты в кампании 1721—1723 годов. | [ 36 ] [ 39 ] [ 40 ]               |
| Эйнгорн       | 8     | Сведений о размерах и осадке шнявы не сохранилось.                                                                                | Сведений о размерах и осадке шнявы не сохранилось.                                                                                | 60 | Сведений о времени и обстоятельствах захвата, а также времени службы шняв не сохранилось.                                         | Сведений о времени и обстоятельствах захвата, а также времени службы шняв не сохранилось.                                         | Сведений о времени и обстоятельствах захвата, а также времени службы шняв не сохранилось.                                         | Сведений о времени и обстоятельствах захвата, а также времени службы шняв не сохранилось.                                         | Взятая в плен шведская шнява. Использовалась для крейсерских плаваний и несения брандвахтенной службы. | [ 39 ] [ 40 ]                      |
| Фаворитка     | 16    | 21,7 x 5,5 | 2,1—2,6 | 80 | Санкт-Петербургское адмиралтейство                                                                                                | Г. А. Меншиков | 1723 | 1741 | Использовалась для практических плаваний, разведки, крейсерства и несения брандвахтенной службы. Принимала участие в боевых действиях русского флота под Данцигом в 1734 году и русско-шведской войне 1741—1743 годов. В 1741 году при сильном волнении была выброшена на берег.                                                            | [ 21 ] [ 41 ] [ 40 ] [ 42 ]        |

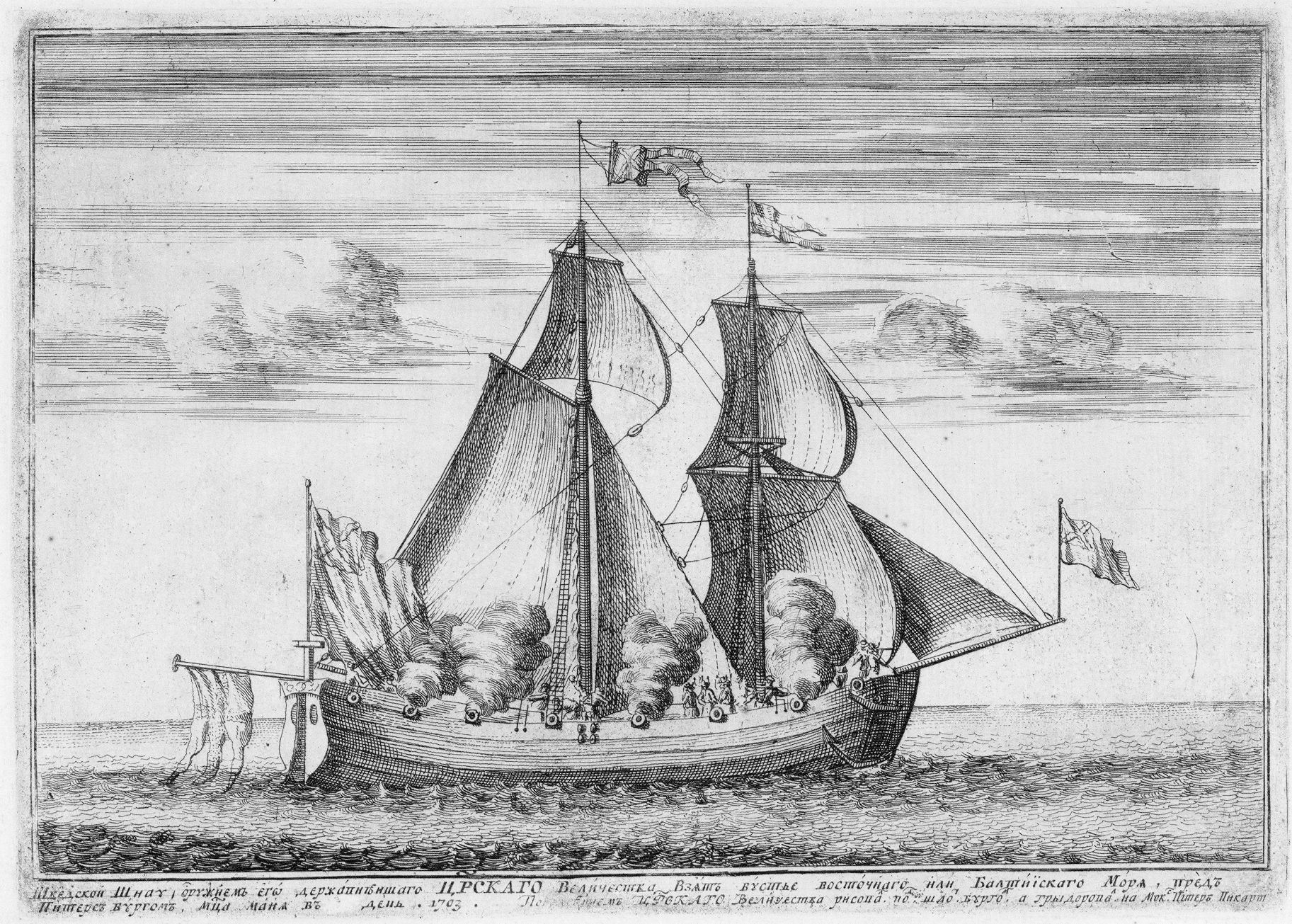
Питер Пикарт. Шнява «Астрильд»
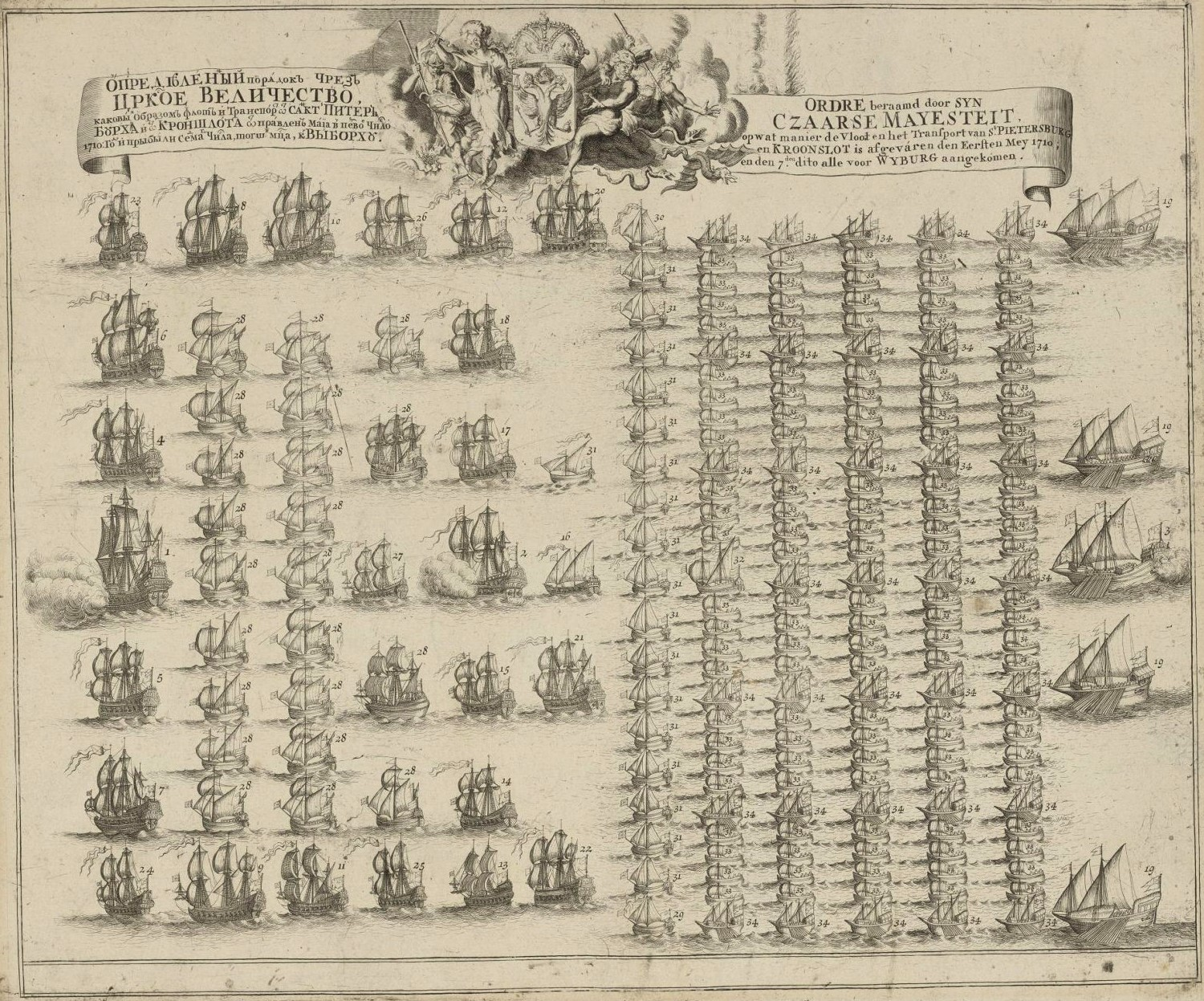
Порядок построения Балтийского флота во время похода к Выборгу
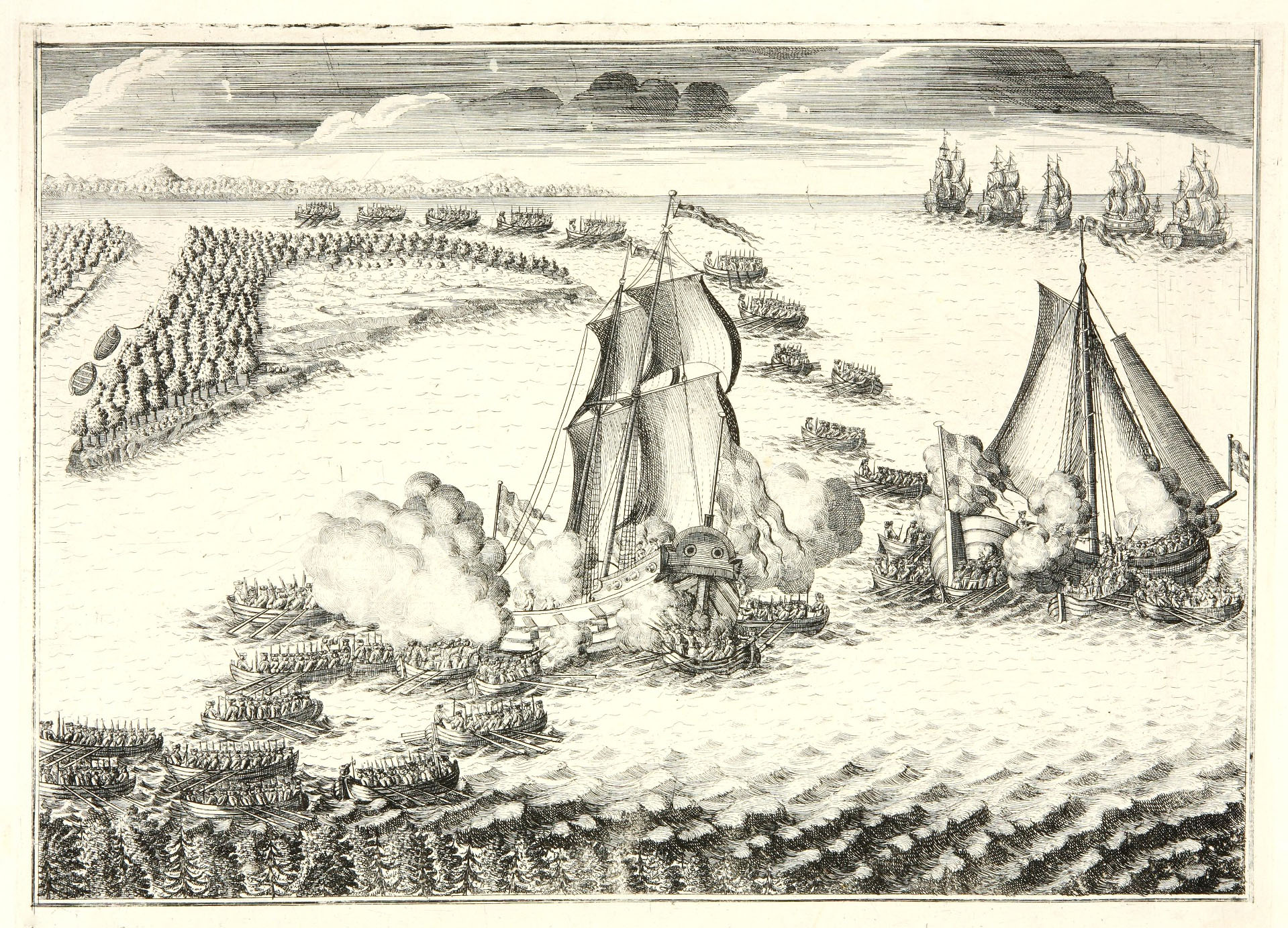
Адриан Шхонебек. Взятие шведских судов «Астрильд» и «Гедан» на невском взморье в ночь с 6 на 7 мая 1703 года
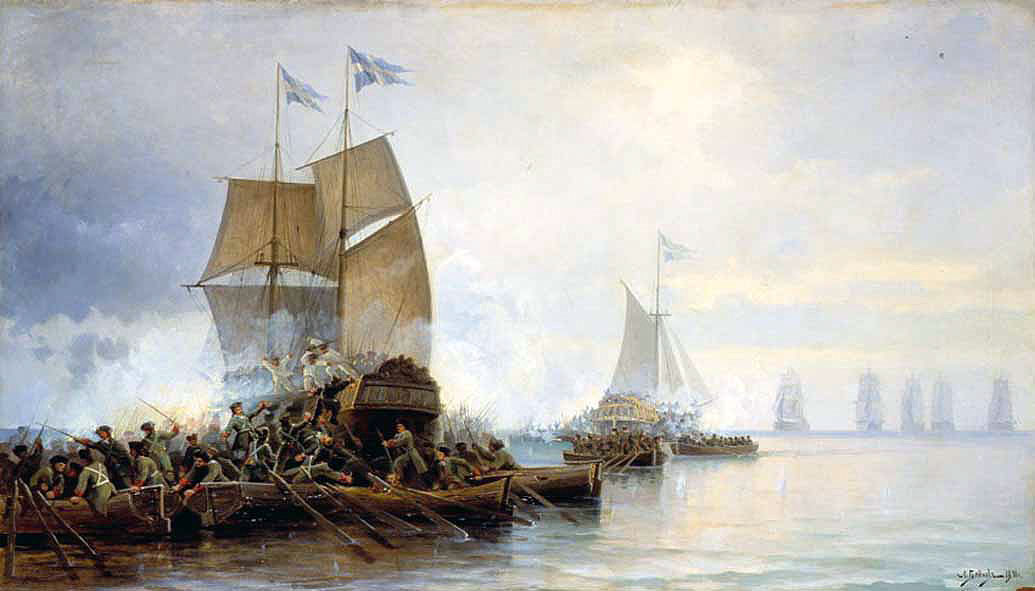
Взятие шведских кораблей в устье Невы
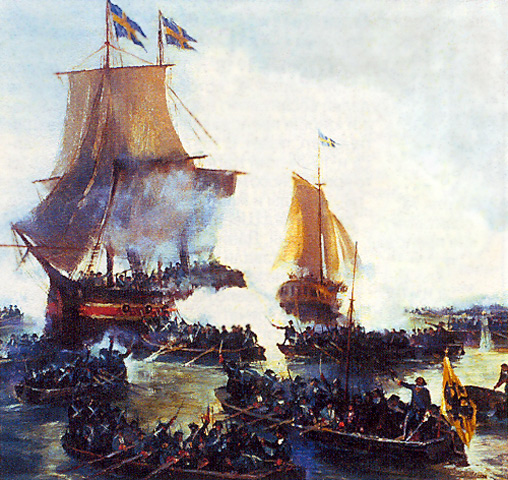
Взятие шведских кораблей «Гедан» и «Астрильд» в устье Невы
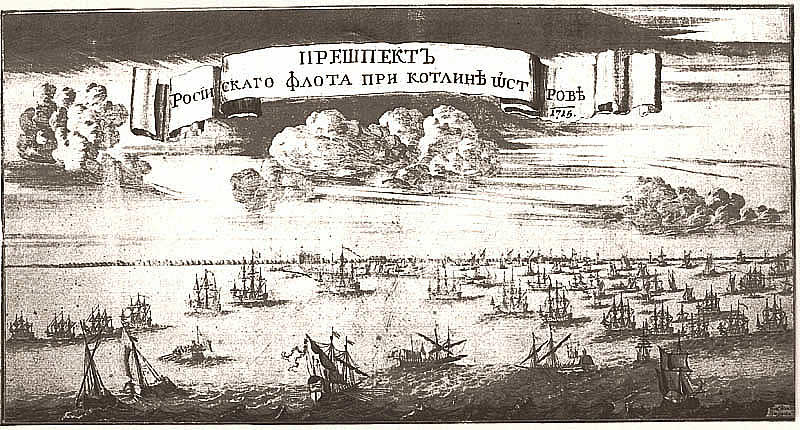
Прешпект российского флота при Котлине острове[комм. 15]
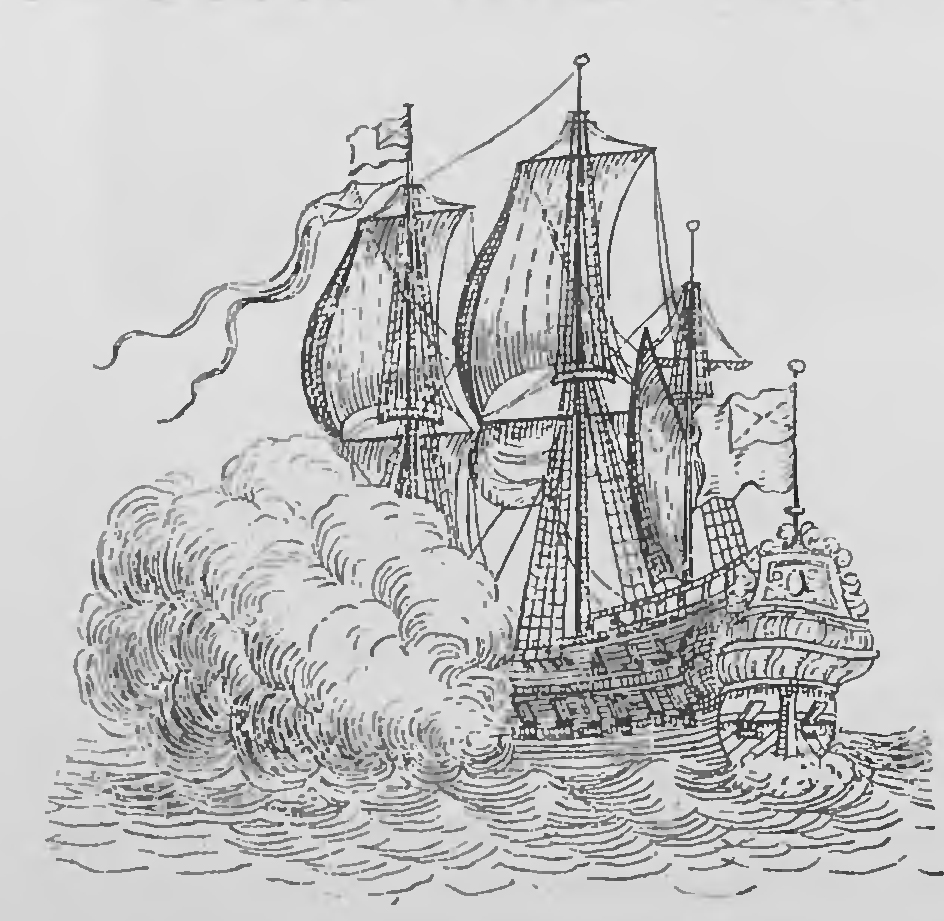
Шнява «Лизет»
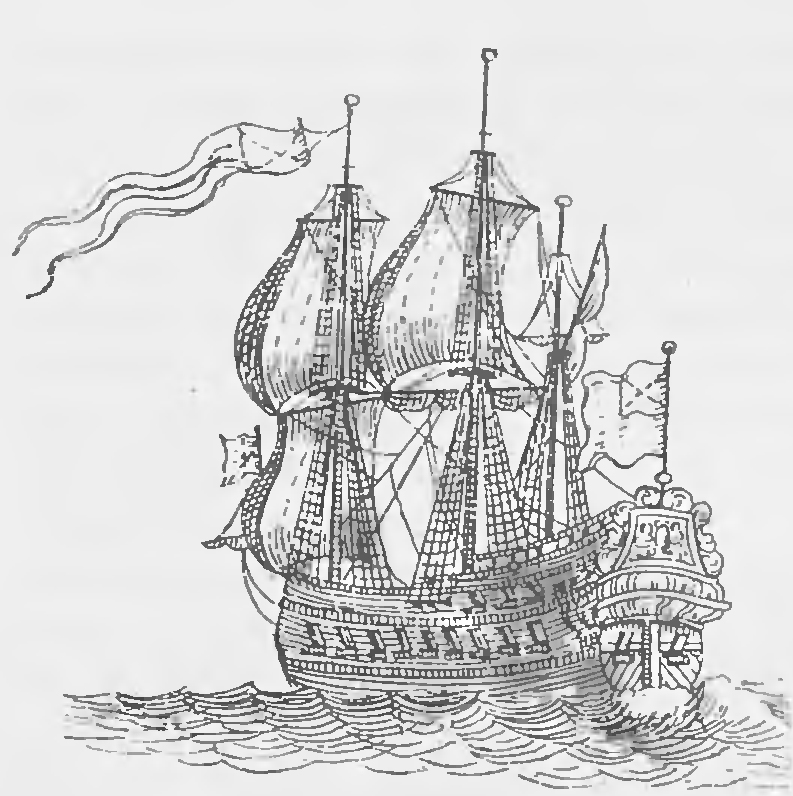
Шнява «Наталья»
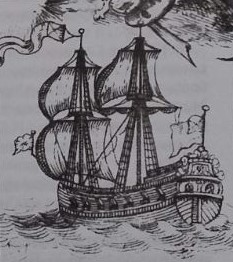
Шнява «Адлер»
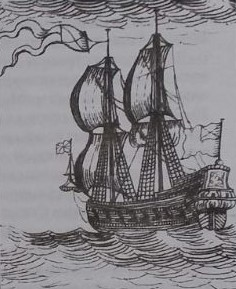
Брандер «Бевер», переоборудованный из одноимённой шнявы

## Шнявы Азовской флотилии
В разделе приведены все шнявы, входившие в состав Азовской флотилии России.
| Название     | Ор.   | Размер | Осадка | Эк. | Верфь | Мастер | Вх. | Вых. | История службы | Прим.                       |
| ------------ | ----- | --- | --- | --- | --- | --- | --- | --- | --- | --------------------------- |
| Без названия | 18/16 | 19,8 x 3,8 | 1,9—2 | н/д | Рамонская верфь | И. Федотов | н/д | 1704 | По данным на февраль 1704 года находилась в устье Дона, где и была разобрана. | [ 43 ] [ 44 ] [ 45 ]        |
| Таймалар     | 8     | 18 x 4,9 | 2 | 41 | Рамонская верфь | И. Федотов | н/д | 1716 | Принимала участив в русско-турецкой войне 1710—1713 годов. В составе эскадры выходила в море для встречи и преследования судов противника. При передаче Азова Турции уведена в Черкасск.                            | [ 43 ] [ 44 ] [ 45 ]        |
| Дегас        | 14    | Сведений о размерах и осадке шняв не сохранилось. | Сведений о размерах и осадке шняв не сохранилось. | 82 | Тавровская верфь | И. Немцов | 1710 | н/д | Принимала участив в русско-турецкой войне 1710—1713 годов. В составе эскадры выходила в море для встречи и преследования судов противника.                                                                          | [ 23 ] [ 44 ] [ 45 ]        |
| Фалк         | 14    | Сведений о размерах и осадке шняв не сохранилось. | Сведений о размерах и осадке шняв не сохранилось. | 82 | Тавровская верфь | И. Немцов | 1710 | н/д | Принимала участив в русско-турецкой войне 1710—1713 годов. В составе эскадры выходила в крейсерство в Азовское море, а также для встречи и преследования судов противника.                                          | [ 27 ] [ 44 ] [ 45 ]        |
| Лизет        | 14    | Сведений о размерах, осадке и численности экипажа шняв не сохранилось.                                                                                           | Сведений о размерах, осадке и численности экипажа шняв не сохранилось.                                                                                           | Сведений о размерах, осадке и численности экипажа шняв не сохранилось.                                                                                           | Воронежская верфь | С. Робинсон, И. Немцов | 1711 | 1712 | При сдаче Азова и Таганрога предполагалось перевести шняву в Балтийское море, но из-за отказа турецкого правительства пропустить суда через проливы, была продана Турции.                                           | [ 27 ] [ 44 ] [ 45 ] [ 46 ] |
| Мункер       | 14    | Сведений о размерах, осадке и численности экипажа шняв не сохранилось.                                                                                           | Сведений о размерах, осадке и численности экипажа шняв не сохранилось.                                                                                           | Сведений о размерах, осадке и численности экипажа шняв не сохранилось.                                                                                           | Воронежская верфь | С. Робинсон, И. Немцов | 1711 | 1712 | В 1704 году крейсировала в Азовском море. При сдаче Азова и Таганрога предполагалось перевести шняву в Балтийское море, но из-за отказа турецкого правительства пропустить суда через проливы, была продана Турции. | [ 27 ] [ 44 ] [ 45 ] [ 47 ] |
| Лебедь       | —     | Сведений о размерах, осадке, численности экипажа, месте и времени постройки шняв, а также о построивших их корабельных мастерах и времени службы не сохранилось. | Сведений о размерах, осадке, численности экипажа, месте и времени постройки шняв, а также о построивших их корабельных мастерах и времени службы не сохранилось. | Сведений о размерах, осадке, численности экипажа, месте и времени постройки шняв, а также о построивших их корабельных мастерах и времени службы не сохранилось. | Сведений о размерах, осадке, численности экипажа, месте и времени постройки шняв, а также о построивших их корабельных мастерах и времени службы не сохранилось. | Сведений о размерах, осадке, численности экипажа, месте и времени постройки шняв, а также о построивших их корабельных мастерах и времени службы не сохранилось. | Сведений о размерах, осадке, численности экипажа, месте и времени постройки шняв, а также о построивших их корабельных мастерах и времени службы не сохранилось. | Сведений о размерах, осадке, численности экипажа, месте и времени постройки шняв, а также о построивших их корабельных мастерах и времени службы не сохранилось. | Использовалась для плаваний в Азовском море в 1711 году. | [ 44 ] [ 45 ]               |
| Гусь         | —     | Сведений о размерах, осадке, численности экипажа, месте и времени постройки шняв, а также о построивших их корабельных мастерах и времени службы не сохранилось. | Сведений о размерах, осадке, численности экипажа, месте и времени постройки шняв, а также о построивших их корабельных мастерах и времени службы не сохранилось. | Сведений о размерах, осадке, численности экипажа, месте и времени постройки шняв, а также о построивших их корабельных мастерах и времени службы не сохранилось. | Сведений о размерах, осадке, численности экипажа, месте и времени постройки шняв, а также о построивших их корабельных мастерах и времени службы не сохранилось. | Сведений о размерах, осадке, численности экипажа, месте и времени постройки шняв, а также о построивших их корабельных мастерах и времени службы не сохранилось. | Сведений о размерах, осадке, численности экипажа, месте и времени постройки шняв, а также о построивших их корабельных мастерах и времени службы не сохранилось. | Сведений о размерах, осадке, численности экипажа, месте и времени постройки шняв, а также о построивших их корабельных мастерах и времени службы не сохранилось. | Использовалась для плаваний в Азовском море в 1711 году. | [ 44 ] [ 45 ]               |

## Шнявы Каспийской флотилии
В разделе приведены все шнявы, входившие в состав Каспийской флотилии России.
| Название         | Ор.                                                                                 | Размер                                                                              | Осадка                                                                              | Эк.                                                                                 | Верфь                                                                               | Мастер                                                                              | Вх.                                                                                 | Вых.                                                                                | История службы | Прим.                                     |
| ---------------- | ----------------------------------------------------------------------------------- | ----------------------------------------------------------------------------------- | ----------------------------------------------------------------------------------- | ----------------------------------------------------------------------------------- | ----------------------------------------------------------------------------------- | ----------------------------------------------------------------------------------- | ----------------------------------------------------------------------------------- | ----------------------------------------------------------------------------------- | --- | ----------------------------------------- |
| Святая Екатерина | —                                                                                   | 22,3 x 4,9                                                                          | 1,9                                                                                 | н/д                                                                                 | Казанское адмиралтейство                                                            | М. Р. Черкасов                                                                      | 1716                                                                                | 1724                                                                                | Использовалась для проведения исследований берегов Каспийского моря. Принимала участие в Персидском походе 1722—1723 годов.                                                                              | [ 41 ] [ 48 ] [ 49 ] [ 50 ]               |
| Астрахань        | —                                                                                   | 21,7 x 5                                                                            | 1,9                                                                                 | 54                                                                                  | Казанское адмиралтейство                                                            | М. Р. Черкасов                                                                      | 1716                                                                                | 1726                                                                                | Использовалась для проведения исследований берегов Каспийского моря. Принимала участие в Персидском походе 1722—1723 годов.                                                                              | [ 48 ] [ 49 ] [ 51 ] [ 52 ] [ 53 ] [ 54 ] |
| Святой Александр | —                                                                                   | 22,7 x 5                                                                            | 1,9                                                                                 | н/д                                                                                 | Казанское адмиралтейство                                                            | М. Р. Черкасов                                                                      | 1716                                                                                | 1722/1724                                                                           | Использовалась для проведения исследований берегов Каспийского моря. Принимала участие в Персидском походе 1722—1723 годов. По одним данным разбилась в 1722 году, по другим была разобрана в 1724 году. | [ 41 ] [ 48 ] [ 49 ] [ 55 ]               |
| Без названия     | —                                                                                   | Сведений о размерах, осадке и численности экипажа шнявы не сохранилось.             | Сведений о размерах, осадке и численности экипажа шнявы не сохранилось.             | Сведений о размерах, осадке и численности экипажа шнявы не сохранилось.             | Казанское адмиралтейство                                                            | М. Р. Черкасов                                                                      | 1716                                                                                | 1717                                                                                | Использовалась для проведения исследований берегов Каспийского моря. В 1717 году разбилась в шторм у Красноводска.                                                                                       | [ 41 ] [ 48 ] [ 49 ] [ 56 ] [ 57 ]        |
| Святая Елизавета | 12/32                                                                               | 23,8 x 6,9                                                                          | 2,9                                                                                 | н/д                                                                                 | Казанское адмиралтейство                                                            | Сведений о корабельных мастерах, строивших шнявы, не сохранилось.                   | 1746                                                                                | н/д                                                                                 | Использовалась для плаваний в Каспийском море, в том числе в Персию, а также для несения брандвахтенной службы.                                                                                          | [ 48 ] [ 49 ] [ 58 ] [ 59 ]               |
| Святой Пётр      | 12/32                                                                               | 23,8 x 6,9                                                                          | 2,9                                                                                 | н/д                                                                                 | Казанское адмиралтейство                                                            | Сведений о корабельных мастерах, строивших шнявы, не сохранилось.                   | 1746                                                                                | 1749                                                                                | Использовалась для плаваний в Каспийском море, в том числе в Персию. Разбилась у острова Святой. | [ 48 ] [ 49 ] [ 58 ] [ 60 ] [ 61 ]        |
| Святая Екатерина | 12/32                                                                               | 23,8 x 6,9                                                                          | 2,9                                                                                 | н/д                                                                                 | Казанское адмиралтейство                                                            | Сведений о корабельных мастерах, строивших шнявы, не сохранилось.                   | 1746                                                                                | н/д                                                                                 | Использовалась для плаваний в Каспийском море. | [ 48 ] [ 49 ] [ 58 ] [ 62 ]               |
| Елеонора         | Сведений о конструкции, корабельных мастерах и времени службы шнявы не сохранилось. | Сведений о конструкции, корабельных мастерах и времени службы шнявы не сохранилось. | Сведений о конструкции, корабельных мастерах и времени службы шнявы не сохранилось. | Сведений о конструкции, корабельных мастерах и времени службы шнявы не сохранилось. | Сведений о конструкции, корабельных мастерах и времени службы шнявы не сохранилось. | Сведений о конструкции, корабельных мастерах и времени службы шнявы не сохранилось. | Сведений о конструкции, корабельных мастерах и времени службы шнявы не сохранилось. | Сведений о конструкции, корабельных мастерах и времени службы шнявы не сохранилось. | В кампанию 1749 года совершала плавания в Каспийском море. | [ 63 ]                                    |

### Комментарии
1. ↑  Или «Святой Иоаким».
2. ↑  Или «Заяц».
3. ↑  Или «1-я Осташковская».
4. ↑  Или «2-я Осташковская».
5. ↑  Также «Лукас» или «Рысь».
6. ↑  «Дефалк» или «Сокол».
7. ↑  Также «Сиук» или «Щука».
8. ↑  Также «Егель» или «Орёл».
9. ↑  Или «Бобр».
10. ↑  Судно получило название в честь сестры Петра I — царевны Натальи Алексеевны.
11. ↑  Или «Кревет».
12. ↑  Или «Поллукс».
13. ↑  Или «Крейсер».
14. ↑  Или «Сокол».
15. ↑  Гравюра 1715 года, автор — Питер Пикарт. На гравюре изображено возвращение русского флота к острову Котлину после похода в Балтийское море, где русский флот встретился с англо-голландской союзной эскадрой адмирала Нориса. На переднем плане изображены галеры, далее корабли, фрегаты, шнявы и другие суда, а на горизонте — покрытый лесом остров Котлин.
16. ↑  Длина шнявы указана по килю.